# Dao Droste
Dao Droste (sinh năm 1952) là một nghệ sĩ gốc Việt sống tại Đức.
Cô sinh ra ở Sài Gòn và chuyển đến Đức năm 1971. Droste học hóa học ở Stuttgart và Heidelberg, lấy bằng Tiến sĩ. Cô tiếp tục làm việc trong lĩnh vực điêu khắc, hội họa và nghệ thuật sắp đặt. Cô thành lập studio của riêng mình vào năm 1987. Hiện cô sống ở Eppelsheim.
Tác phẩm sắp đặt lớn của cô "Tư duy cởi mở", bao gồm 500 khuôn mặt bằng đất nung, đã thu hút sự chú ý của quốc tế.
Là một đạo sĩ, cô khám phá chủ đề con người hòa hợp với thiên nhiên trong nghệ thuật của mình.
Droste đã thiết kế bức tượng cho Giải thưởng Một thế giới được tài trợ bởi Rapunzel Naturkost và Liên đoàn Quốc tế về Phong trào Nông nghiệp Hữu cơ.
Năm 2015, cô nhận được giải thưởng về môi trường do Nhóm Công tác về Quản lý Môi trường (BAUM) của Đức trao tặng.
Tác phẩm của cô được trưng bày trong các bộ sưu tập công cộng và tư nhân, bao gồm Bảo tàng Carl Bosch  ở Heidelberg, Bộ Giáo dục và Nghiên cứu Liên bang ở Berlin và thành phố Eppelsheim.